# Station Borkowo
Station Borkowo is een spoorwegstation in de Poolse plaats Borkowo.